# Bruno Giacometti
Pour les articles homonymes, voir Giacometti.
Bruno Giacometti, né le 24 août 1907 à Stampa, dans le canton des Grisons, et mort le 21 mars 2012 à Zollikon, est un architecte suisse.

## Biographie
Bruno est le frère d’Alberto et Diego Giacometti.